# Bernd Jakubowski
Bernd Jakubowski (10. prosince 1952 – 25. července 2007) byl německý (NDR) fotbalový brankář. Na 22. letních olympijských hrách 1980 v Moskvě získal s týmem NDR stříbrnou medaili.

## Sportovní kariéra
Svoji kariéru zahájil v oddíle FC Hansa Rostock, kde v letech 1971–1975 sehrál 36 mistrovských zápasů. Od roku 1975 byl věrný týmu Dynama Drážďany. Zpočátku byl v tomto celku druhým brankářem, neboť Drážďany měly výborného gólmana Clause Bodena. Postupně se však vypracoval v brankářskou jedničku a v Dynamu hrál celkem ve 183 zápasech východoněmecké Oberligy a v 31 zápasech evropských pohárových soutěží. V Oberlize dvakrát pomohl Dynamu k mistrovskému titulu NDR a třikrát k vítězství v národním poháru.
Nejhorším zápasem klubové kariéry pro se pro něj zřejmě stal zápas čtvrtfinále Poháru vítězů pohárů 19. března 1986 proti západoněmeckému Bayeru Uerdingen. Po prvním poločase vedly Drážďany 1:0 při výborném Jakubowského výkonu. Na počátku druhé půli se však po ošklivém faulu zranil a náhradní brankář pak pustil šest branek.
Chytal také za NDR na mezinárodní scéně. Fotbalové reprezentaci své země pomohl k úspěchu na olympiádě v Moskvě 1980. Udržel čisté konto v zápase se Sýrii, čímž přispěl k prvnímu místu v základní skupině. V prohraném finále proti Československu byl podobně jako v ostatních zápasech v pozici náhradního brankáře.

## Další kariéra
Po skončení kariéry dál pracoval v různých funkcích v Dynamu Drážďany, např. jako sportovní ředitel týmu a asistent trenéra, posléze i jako trenér Radeberger SV poblíž Drážďan. Z manželství měl dvě děti. Zemřel 25. července 2007 ve věku 54 let.